# 王文胜
王文胜(1969年—)，河南获嘉县冯庄镇寺后村人，小学教师，热衷于推广中小学教材回收利用，被有的媒体称为"环保狂人"。
1997年，王文胜从河南省教育学院毕业，回到冯庄镇教书。
1999年1月，王文胜发表了《对现行中小学课本使用的一些建议》。
2001年初起，王文胜抵押了自家的房子，筹得1.5万元贷款，开始在全国进行宣传，先后走了十几个省份，进行了200多场演讲，宣传循环使用教科书。

## 引用

### 网页
1. 张兴军、林建杨，《八年呐喊叩不开教科书循环使用之门》，http://www.people.com.cn/GB/paper53/15665/1385688.html （页面存档备份，存于）
2. 郑州晚报：环保狂人举债数万力求教材循环使用，http://news.sina.com.cn/c/2005-09-01/08007649172.shtml （页面存档备份，存于）
3. 王文胜再谈教科书循环使用，http://news.sina.com.cn/o/2005-04-15/05145653595s.shtml （页面存档备份，存于）
4. 风范大国民，http://www.phoenixtv.com/phoenixtv/74594180315348992/20050926/646917.shtml （页面存档备份，存于）